# Palazzo Albertini di Cimitile
Palazzo dei principi Albertini di Cimitile, già Palazzo Calabria, è un edificio di valore storico e architettonico di Napoli, ubicato in via Santa Teresa degli Scalzi 76, nei pressi dell'omonima chiesa.

## Storia
Il palazzo venne costruito su commissione di Giovanni Battista Albertini, Principe di Cimitile, a partire dal 1774. In tale data infatti il principe acquista da Carlo Acquaviva d'Aragona, dei Conti di Conversano, esponente della nota famiglia napoletana degli Acquaviva, il terreno, "pianta, fabbriche cominciate e materiali", su cui il cugino di Carlo, Rodolfo Acquaviva, penultimo esponente del ramo dei Duchi di Atri estinto nel 1760, aveva intenzione di realizzare un "Nobile e Magnifico Palazzo". Al momento dell'acquisto erano state demolite dal Duca d'Atri le precedenti abitazioni della prima metà del Seicento appartenute al giudice Sorrentino ed iniziati i lavori del piano terra. Ancora tutto da costruire era il piano Nobile, quello superiore e lo scalone di rappresentanza.
Un caso curioso avvenne durante la sospensione dei lavori, quando sul piazzale antistante erano presenti alcuni blocchi di piperno da lavorare sul cantiere; gli agostiniani ne approfittarono rubandoli e conservandoli nel giardino. L'evento fu denunciato, ma non ebbe esito perché i monaci riuscirono a corrompere gli incaricati all'indagine.
I lavori furono diretti da Niccolò Carletti, a cui poi subentrò nel 1775 Giuseppe Fulchignoni. Vennero rifatti gli ambienti e in particolare la scala interna, di pianta quadrata, che si innalza con un unico rampante, racchiusa tra pilastri a loro volta legati alle volte a crociera da fasce. Molti studiosi, tra cui Arnaldo Venditti, hanno dato per certo l'intervento di Carlo Vanvitelli nella direzione dei lavori, ma approfondite ricerche hanno smentito tale ricostruzione.
Il palazzo precedentemente affacciava su Largo S. Agostino degli Scalzi e fu compromesso dall'abbassamento del piano stradale dovuto all'apertura, nella prima metà del XIX secolo, di via Santa Teresa che ha reso necessaria la realizzazione di un basamento.
L'edificio conteneva la preziosa collezione di libri raccolta da Fabio Albertini, principe di Cimitile, e un'importante quadreria visitata nel 1861 da Charles Eastlake.
Durante i moti rivoluzionari del 1848 l'atrio del palazzo fu uno degli ultimi luoghi dove i ribelli combatterono il disperato agone contro le forze governative. Il figlio secondogenito del principe Fabio, Prospero Albertini, fu infatti in quei mesi Maggiore della Guardia Nazionale. Il figlio primogenito, Giovanni Battista, fece parte della Camera dei Pari.
Il palazzo passò alla famiglia Marulli d'Ascoli in seguito al matrimonio della principessa Eliza Mary Rose Grainger, vedova del principe Giovanni Battista Albertini, con Sebastiano Marulli. Venne quindi acquistato dalla famiglia Calabria il cui principale esponente fu Giacomo, prima Procuratore Generale del Tribunale di Napoli durante la nota vicenda del processo Cuocolo, quindi primo Presidente della Corte di Cassazione ed infine senatore del Regno; per questo viene comunemente chiamato nel quartiere palazzo Calabria. Sul portale superiore al livello stradale l'edificio reca ancora l'effigie nobiliare dei Calabria.
Alcuni decenni fa il palazzo venne trasformato in un condominio. Alla fine degli anni settanta del XX secolo è stato restaurato sotto la direzione di Roberto Pane.
All'interno sono ben conservati numerosi ambienti decorati da affreschi, tele da soffitto e stucchi.
Dal 2023 il piano nobile dello storico palazzo ospita il primo Centro culturale buddista Soka Gakkai della città di Napoli.

## Altre immagini

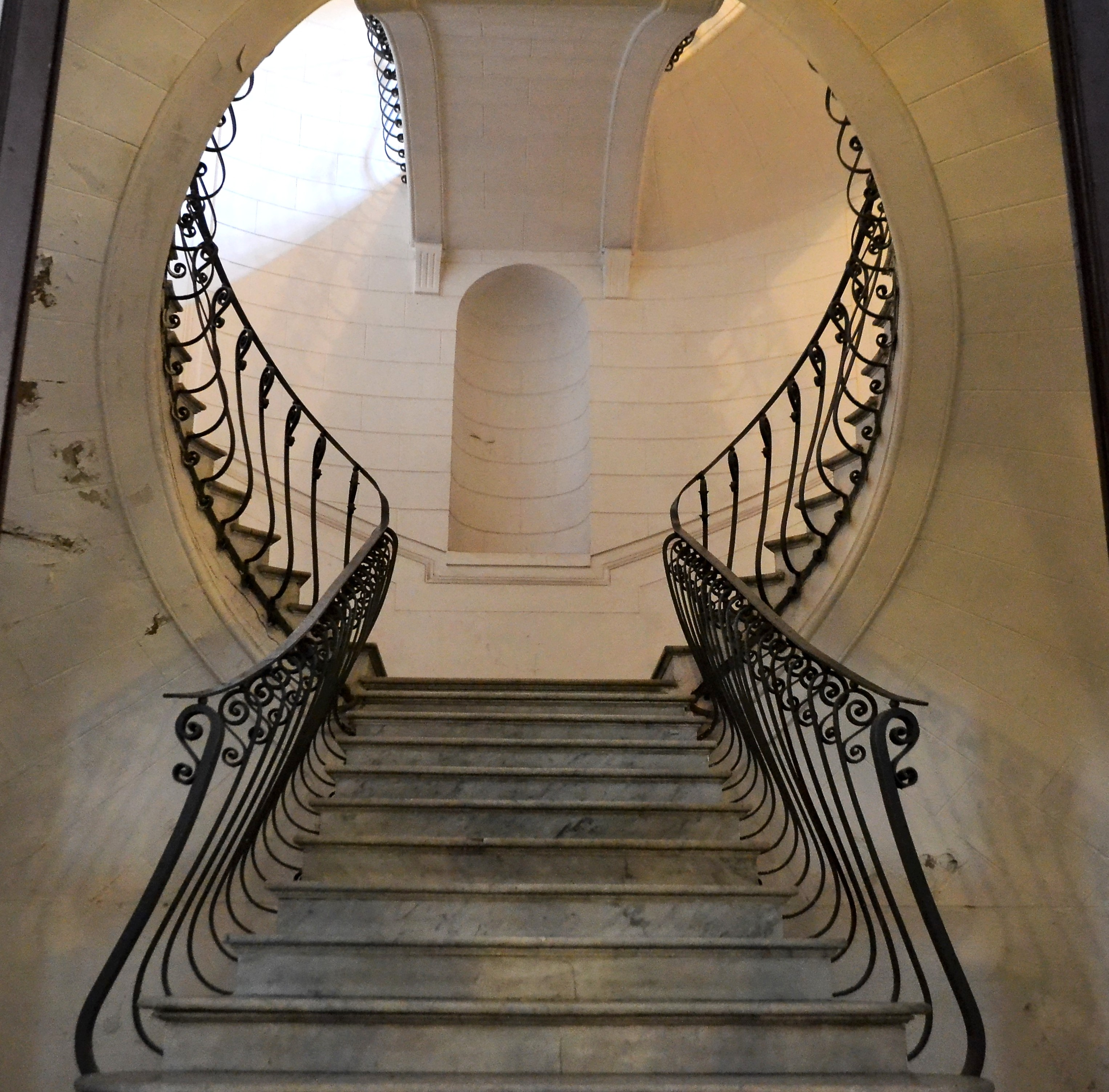
Particolare della scalinata secondaria
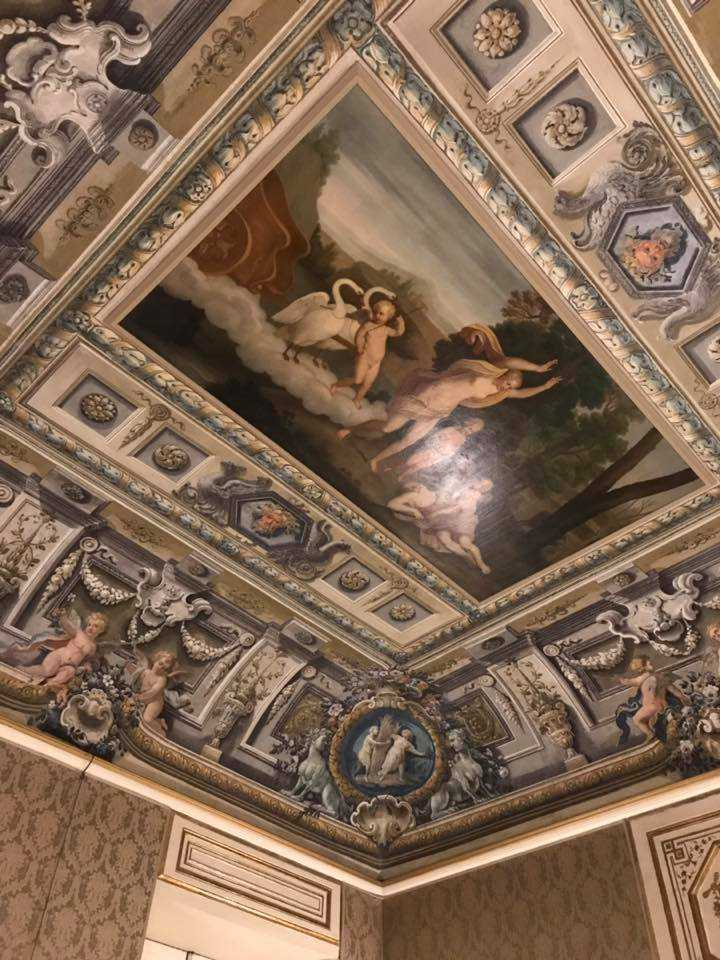
Uno degli affreschi visibili sulle volte del piano nobile, ritraente la Morte di Adone.